# سامسونگ ناکس
سامسونگ ناکس ویژگی ای امنیتی برای سیستم عامل اندروید است که توسط کمپانی سامسونگ تولید شده است.
خدمات سامسونگ ناکس ویژگی ای ایست که در آن اطلاعات کار و اطلاعات شخصی از هم تفکیک می‌شوند و در گوشی‌های سامسونگ گلکسی اس۴، سامسونگ گلکسی اس۵ مورد استفاده قرار گرفته است.
در اکتبر سال ۲۰۱۴ آژانس امنیت ملی آمریکا استفاده از این ویژگی در گوشی‌های هوشمند سامسونگ را تأیید کرده است